# 下薩朗德希爾鎮區 (阿肯色州普雷里縣)
下薩朗德希爾鎮區（英語：Lower Surrounded Hill Township）是位於美國阿肯色州普雷里縣的一個行政鎮區。

## 地方資料
下薩朗德希爾鎮區的面積為83.46平方千米，當中陸地面積為79.39平方千米，而水域面積為4.07平方千米。根據2010年美國人口普查的數據，當地共有人口639人，而人口密度為每平方千米7.66人。